# Бангарам
Бангарам (англ. Bangaram island) — небольшой остров в составе Лаккадивских островов, Лакшадвип, Индия. Расстояние до материка — 390 км.

## Туризм
Бангарам — в недавнем прошлом необитаемый остров, размером примерно полтора километра на пятьсот метров. В наши дни на острове открыт единственный международный ресорт Bangaram Island Resort, персонал которого составляет всё постоянное население острова. Остров популярен среди туристов как уединённый тропический рай, со всеми традиционными подводными развлечениями. На Бангараме прекрасные пляжи, а в центре острова располагается небольшое озеро. Только на этом острове во всём Лакшадвипе разрешён алкоголь.